# آمورفیس
آمورفیس (به انگلیسی: Amorphis) یک گروه پراگرسیو متال فنلاندی است که توسط یان رچبرگر، تامی کویوساری و اسا هالوپاینن در سال ۱۹۹۰ تأسیس شد. در ابتدا، سبک گروه یک دث متال بود، اما در آلبوم‌های بعدی آنها با نواختن سبک‌های دیگر، به پراگرسیو متال، فولک متال و ملودیک دث متال تبدیل شدند. آنها اغلب از کالوالا، شعر حماسی فنلاند، به عنوان منبعی برای اشعار خود استفاده می‌کنند.

## سبک موسیقی
گروه آمورفیس کار خود را به عنوان یک گروه دث متال و دث-دوم آغاز کرد و بعدها به سبک‌های دیگری مانند پراگرسیو متال، ملودیک دث متال، و فولک متال روی آورد.

## اعضای گروه

### اعضای کنونی
- اسا هالوپاینن – گیتار لید (۱۹۹۰–اکنون)
- تومی کویوساری - گیتار ریتم، همخوان (۱۹۹۰–اکنون)، خواننده اصلی (۱۹۹۰ تا ۱۹۹۸)
- سانتری کالیو – کیبورد (۱۹۹۸–اکنون)
- یان رچبرگر – درامز (۱۹۹۶–۱۹۹۰، ۲۰۰۲–اکنون)، کیبورد استودیویی (۱۹۹۳–۱۹۹۰)
- تومی یوتسن – خواننده اصلی (۲۰۰۵–اکنون)
- اولی-پکا لین - گیتار بیس، همخوان (۲۰۰۰–۱۹۹۰، ۲۰۱۷–اکنون)

### اعضای پیشین
- کاسپر مورتنسون – کیبورد (۱۹۹۴–۱۹۹۳)
- ویل توئومی – خواننده اصلی (۱۹۹۵–۱۹۹۴، ۲۰۱۰)
- کیم رانتالا – کیبورد (۱۹۹۸–۱۹۹۴)
- مارکو وارا – خواننده اصلی (۱۹۹۵)
- پکا کاساری – درام (۲۰۰۲–۱۹۹۵)
- پاسی کوسکینن – خواننده اصلی (۲۰۰۴–۱۹۹۵)
- یانه پورتینن – کیبورد (۱۹۹۸)
- نیکلاس اتلاووری – بیس (۲۰۱۷–۲۰۰۰)

## ترانه‌شناسی

### آلبوم‌های استودیویی
- تنگه کارلین (۱۹۹۲) The Karelian Isthmus
- قصه‌هایی از هزار دریاچه (۱۹۹۴) Tales from the Thousand Lakes
- مرثیه (۱۹۹۶) Elegy
- توونلا (۱۹۹۹) Tuonela
- دانشگاه ام (۲۰۰۱) Am Universum
- دور از خورشید (۲۰۰۳) Far from the Sun
- کسوف (۲۰۰۶) Eclipse
- آب‌های خاموش (۲۰۰۷) Silent Waters
- اسکای‌فورگر (۲۰۰۹) Skyforger
- آغاز زمان‌ها (۲۰۱۱) The Beginning of Times
- دایره (۲۰۱۳) Circle
- زیر ابر سرخ (۲۰۱۵) Under the Red Cloud
- ملکه زمان (۲۰۱۸) Queen of Time
- هالو (۲۰۲۲) Halo
- سرزمین مرزی (۲۰۲۵) Borderland